# Prešov
Prešov és una ciutat de l'est d'Eslovàquia. És la tercera ciutat més gran d'Eslovàquia. En hongarès es diu Eperjes i en alemany Eperies. El 2022 tenia 82.927 habitants.
Prešov és a la vall del Torysa, a la confluència amb el Sekey Sekčov. La ciutat és a una trentena de quilòmetres al nord de Košice. Una autopista connecta ambdues ciutats. És una important cruïlla ferroviària.
El primer esment escrit data del 1274. Va rebre drets de ciutat llibre el 1374. El 1887 va subir un incendi gros, però els monuments principals van ser estalviats.

## Característiques
La ciutat és una mostra de les arquitectures barroca, rococó i gòtica. En el centre històric, el carrer major està alineat amb esglésies i altres edificis construïts en aquests rest estils. Tanmateix, als suburbis, la influència de la Unió Soviètica és força evident els blocs de pisos de formigó (els panelák) de Sídliská (cases de l'estat) i del districte Sekčov. Altres exemples d'estil soviètic són edificis governamentals a la vora del centre de la ciutat.
Prešov té un teixit industrial que inclou companyies d'enginyeria elèctrica i mecànica així com indústria tèxtil, així com Solivary, l'única companyia de processament de sal a Eslovàquia. És seu d'una universitat i d'un arquebisbat grec-ortodox.
Molts concerts, operes, operetes i diverses presentacions tenen lloc a la nova construcció dEl nou teatre Jonáš Záborský (Divadlo Jonáša Záborského) n'és el centre cultural, un equip polivalent que rep concerts, operes, operetes i teatre.
La ciutat i la regió van competir per ser la Capital Europea de la Cultura el 2013 però es va escollir Košice.

## Demografia
| Godina             | 1994   | 2004   | 2014   | 2024   |
| ------------------ | ------ | ------ | ------ | ------ |
| Nombre de persones | 92.013 | 91.767 | 90.187 | 81.702 |
| Diferència         |        | −0,26% | −1,72% | −9,40% |

| Godina             | 2023   | 2024   |
| ------------------ | ------ | ------ |
| Nombre de persones | 82.286 | 81.702 |
| Diferència         |        | −0,70% |

## Ciutats agermanades
Prešov està agermanada amb:
- Nyíregyháza, Hongria
- Praga, República Txeca
- Pittsburgh, Estats Units d'Amèrica
- Ciutat de Nova York, Estats Units d'Amèrica
- Rišon le-Cijon, Israel
- Gàbrovo, Bulgària
- La Courneuve, França
- Mukacheve, Ucraïna
- Remscheid, Alemanya
- Brugherio, Itàlia
- Keratsini, Grècia